# Joan Jonas
Joan Jonas (1936 a Nova York), és una artista estatunidenca pionera en els camps del videoart i la performance. El seu punt de vista i les seves obres primerenques van servir de base durant els anys 60 i 70 per a diversos videoartistes. Durant el 2005 va ser professora del Massachusetts Institute of Technology.

## Obra
Va començar la seva carrera a Nova York com a escultora. El 1968 va traspassar les barreres de l'escultura aproximant-se a noves formes d'expressió com el vídeo, barrejat amb altres suports.
En els seus treballs primerencs, com ara Wind (1968), Jonas va filmar a persones que caminaven contra el vent. En la seva obra Songdelay (1973), filmat amb un teleobjectiu i lents de gran angular (que produeixen els extrems d'oposició aprofundits de camp) va representar els recorreguts de Jonas al Japó, on ella va veure obres de Noh.
Entre 1972 i 1976 la protagonista de les seves obres va ser ella mateixa, qui s'enregistrava realitzant diverses accions dins del seu estudi, tot interpretant a Organic Honey, el seu alter-ego eròtic.
El 1976 amb The Juniper Tree, va arribar a una estructura narrativa de fonts literàries diverses, com ara contes de fades, mitologia, poesia, i cançons populars, formalitzant un mètode altament complex, no lineal, de presentació. Fent servir un sistema de teatre colorit i un so enregistrat, The Juniper Tree tornà a explicar un conte dels germans Grimm.
En la seva instal·lació ò performance comissionada per la Documenta 11, Lines in the Sand (2002), va investigar qüestions sobre el jo i l'ego bassant-se en el poema èpic "Helen in Egypt", de Hilda Doolittle, que torna a treballar sobre el mite d'Helena de Troia.

## Obres rellevants
- Organic Honey’s Visual Telepathy (1972).
- The Juniper Tree (1976).
- Volcano Saga (1985).
- Revolted by the Thought of Known Places… (1992).
- Woman in the Well (1996/2000).
- My New Theater series (1997-1999).
- Lines in the Sand (2002).
- The Shape, The Scent, The Feel of Things (2004).

## Exposicions rellevants, premis i reconeixements
- 1994- Retrospectiva al Stedelijk Museum d'Amsterdam.
- 2003- Rosamund Felsen Gallery, Los Angeles.
- 2003- Pat Hearn Gallery, Nova York.
- 2007- MACBA, Barcelona.